# 北海道立サンピラーパーク
北海道立サンピラーパーク（ほっかいどうりつサンピラーパーク、英: SUNPILLAR PARK）は、北海道名寄市にある公園。

## 概要
「北のふるさとを創る」を理念とし、地域の歴史や自然環境、特性を積極的に活かしながら北海道広域緑地計画に基づいて、森林、水、草原、花畑などの環境要素を取り入れた魅力的な公園空間を目指し整備している。森の休暇村周辺は名寄市の管理となっている。また、なよろ健康の森（トムテ文化の森）に隣接している。
公園内のひまわり畑は、映画『星守る犬』のロケ地に使用された。

## 施設
サンピラー交流館
- 多目的ホール
  - 夏期（4月下旬から9月中旬）：ボールプールなどの遊具や軽スポーツ（卓球・バドミントンなど）
  - 冬期（11月1日から3月31日）：カーリングホール（5シート[6]）
- 児童遊具

ふるさと工房館
- 研修室・アトリエI（多目的棟）・アトリエII（陶芸棟）

四季の池
- 夏期：ふわふわドーム、お花畑、水遊びの広場（噴水）、遊びの森 遊具、ストリートスポーツ広場
- 冬期： 野外遊び

森の休暇村
- センターハウス
- コテージ（5棟）
- テントサイト
- 炊事棟

なよろ市立天文台

## 参考資料
- “北海道立サンピラーパーク管理規則”, 北海道例規類集 (北海道)
- “道立サンピラーパーク・なよろ市立天文台”. 北海道ファンマガジン (2009年4月12日). 2014年7月27日時点のオリジナルよりアーカイブ。2019年4月21日閲覧。